# Оптимисты
«Оптими́сты» — российский историко-драматический телесериал Алексея Попогребского. Премьера первого 13-серийного сезона сериала состоялась на телеканале «Россия-1» 24 апреля 2017 года.
В сентябре 2019 года стартовали съёмки второго сезона.Премьера второго 8-серийного сезона, получившего название «Оптимисты. „Карибский сезон“», состоялась 15 февраля 2021 года. Заключительная серия вышла в эфир 18 февраля 2021 года.

## Сюжет
В 1960-е годы в Информационно-аналитическом отделе Министерства иностранных дел СССР, созданном Рутой Блаумане, работают специалисты, задача которых находить новые, оригинальные подходы к вопросам взаимоотношений СССР с другими странами, предотвращая всевозможные международные скандалы и войны.

## В ролях

### Первый сезон
- Владимир Вдовиченков — Григорий Бирюков
- Северия Янушаускайте — Рута Блаумане
- Артём Быстров — Лёня Корнеев
- Егор Корешков — Андрей Муратов
- Риналь Мухаметов — Аркадий Голуб
- Евгения Брик — Галина Волина, диктор Центрального телевидения
- Анатолий Белый — Николай Черных, начальник 1-го отдела МИД СССР
- Юрий Кузнецов — Валентин Иванович Варейников, заведующий Международным отделом ЦК КПСС
- Александр Феклистов — Игорь Степанович
- Андрей Егоров — Алексей Быков, муж Руты Блаумане, полковник авиации
- Михаил Хомяков — Пётр Прокопьевич Шуйко, заместитель министра иностранных дел
- Максим Виторган — Альберт Покровский, поэт
- Кристина Бабушкина — Тамара Ивановна, буфетчица
- Зохар Векслер — Жозеф Шапрель, французский лётчик
- Виктория Исакова — Катрин
- Каролина Грушка — Габи Гетце, немецкая журналистка
- Михаил Хмуров — Билл Конвей (Василий Конев), корреспондент «The New York Times»
- Андрей Смирнов — Георгий Михайлович, тесть Бирюкова
- Казимир Лиске — Кейси
- Дарья Авратинская — Марика

### Второй сезон
- Елизавета Боярская — Алекс Брэдли
- Сергей Безруков — Дмитрий Нестеров
- Северия Янушаускайте — Рута Блаумане
- Анатолий Белый — Николай Черных, начальник 1-го отдела МИД СССР
- Артём Быстров — Лёня Корнеев
- Риналь Мухаметов — Аркадий Голуб
- Полина Агуреева — Вера Нестерова
- Елизавета Янковская — Евгения Никитина
- Один Байрон — Филипп Брэдли
- Владислав Ветров — Константин Вершинин
- Маргарита Адаева — Клава
- Игорь Лысов — Фокин
- Александр Мичков — Артур Ионов
- Алексей Коряков — Олег Доринов, военный переводчик, сотрудник МИД СССР
- Людмила Чиркова — Надежда Петровна
- Екатерина Шумакова — Тоня
- Анастасия Королькова — Ната
- Михаил Полицеймако — композитор
- Егор Корешков — Андрей Муратов
- Андреас Муньос — Че Гевара
- Артём Волобуев — Сергей Сазонов
- Мартин Бишоп — Роберт Фрост
- Питер Тейт
- Даниэль Хорват — Майкл
- Сергей Яценюк — Слава
- Владимир Вдовиченков — Григорий Бирюков
- Ник Холдсворт

## Эпизоды
| Сезон | Сезон | Серии           | Период трансляции    |
| ----- | ----- | --------------- | -------------------- |
|       | 1     | 1—13 (13 серий) | 24 — 27 апреля 2017  |
|       | 2     | 14—21 (8 серий) | 15 — 18 февраля 2021 |

### Сезон 1
| № серии | Премьера   | Описание серии |
| ------- | ---------- | --- |
| 1       | 24.04.2017 | 30 апреля 1960 года в Информационно-аналитический отдел Министерства иностранных дел СССР, созданный Рутой Карловной Блаумане, назначают нового начальника. Григорий Бирюков ранее работал в ЦК КПСС, и молодые сотрудники опасаются изменения политики отдела. |
| 2       | 24.04.2017 | Бирюков пытается найти поддержку у своего покровителя в ЦК. Но тот считает его игру слишком опасной и советует ему «сидеть тихо», так как место в ИАГе — единственное, куда удалось пристроить проштрафившегося партийца.                                       |
| 3       | 25.04.2017 | На летучке ИАГа Бирюков вновь повышает ставки — отдел, который только что поменял ход истории, не должен заниматься обычной текучкой. Бирюков требует, чтобы иаговцы учились находить среди вороха дел по-настоящему важные.                                    |
| 4       | 25.04.2017 | Муратов рассказывает Голубу свою тайну: сестра, которую он считал погибшей, жива. Они должны были встретиться во время его поездки в Париж. Голуб рад за приятеля, но наличие родственников за рубежом — большая проблема для советского дипломата.             |
| 5       | 25.04.2017 | Американцы спасли советских моряков, которые провели в океане 49 дней без еды. Бирюков получает задание — ИАГу надо придумать, как утихомирить западную прессу. Быков устраивает Руте ужин и снова предлагает завести детей.                                    |
| 6       | 26.04.2017 | Голуб принят в КПСС. Аркадий зовёт Клаву в ресторан «Журавли», а денег на ужин не хватает. Корнеев предлагает выиграть деньги на ипподроме. Муратов знакомит товарищей с фарцовщиком Ильёй. Тот подсказывает им «верную» лошадь.                                |
| 7       | 26.04.2017 | У ИАГа новое задание — заместитель Королёва просит содействия. Скоро состоится полёт спутника с двумя собаками. Это событие надо правильно преподнести прессе и даже в случае неудачи не замалчивать её.                                                        |
| 8       | 27.04.2017 | Варейников просит Бирюкова повлиять на его бывшую любовницу, немецкую журналистку Габи Гетц. По сведениям органов, она приезжает в Москву, чтобы вывезти за рубеж новый роман писателя Коновалова о сталинском переселении народов.                             |
| 9       | 27.04.2017 | Голуб проявляет инициативу на встрече советского руководства с китайскими товарищами, и теперь ему поручено придумать концепцию нового подарочного издания «Книги о вкусной и здоровой пище» для визита Хрущева в Америку.                                      |
| 10      | 27.04.2017 | На дипломатической даче иаговцы организуют шашлыки для своих американских коллег. Голубу звонит Илья и просит помочь учёному, которого не выпускают из страны. Рута и Бирюков всё больше сближаются. Рута рассказывает об оставшемся в Америке сыне.            |
| 11      | 28.04.2017 | Учёный, которому Голуб помог выехать за рубеж, просит политического убежища. Варейников организует заговор. Он и другие члены ЦК КППС собираются свергнуть Хрущёва. Ему требуется помощь Бирюкова, и он зовёт его на охоту.                                     |
| 12      | 28.04.2017 | Варейников даёт задание Бирюкову. Тот должен срочно вылететь в Берлин. Бирюков просит Варейникова утихомирить Черных. Варейников обещает помочь. |
| 13      | 28.04.2017 | Рута и Бирюков предупреждают Хрущёва о готовящемся перевороте. Бирюков просит Галину сообщить в новостях, что Хрущёв приземлился в Берлине. Таким образом, заговорщики уверены, что ничто не помешает им осуществить свой план.                                 |

### Сезон 2
| № серии | Премьера   | Описание серии |
| ------- | ---------- | --- |
| 1 (14)  | 15.02.2021 | 1961 год, канун Карибского кризиса. После неудачной встречи с американским осведомителем советский разведчик Дмитрий Нестеров срочно возвращается из Нью-Йорка в Москву по приказу своего начальника Фокина. Ему приходится расстаться со своей любовницей — фотографом Алекс Брэдли. Нестеров занимает пост начальника Информационно-аналитической группы (ИАГ) в МИДе, в подчинении замминистра Руте Блаумане. Основная задача его группы — взаимодействие с иностранными журналистами и создание выгодных для СССР новостей в западной прессе.                                                                                            |
| 2 (15)  | 15.02.2021 | СССР готовит секретную военную делегацию на Кубу, которую выдаёт за делегацию мелиораторов и ирригаторов. Задача ИАГ — отвлечь внимание американцев от состава делегации и истинных целей их поездки. Нестеров и его команда сочиняют скандальный информационный повод, но времени на его подготовку у них слишком мало, а цена провала слишком высока. Из Лаоса на переаттестацию приезжает старый товарищ молодых дипломатов ИАГ Андрей Муратов. Вместе с Корнеевым и Голубом они отправляются в ресторан, но дружеская встреча оборачивается катастрофой.                                                                                 |
| 3 (16)  | 16.02.2021 | На Севере СССР планируются масштабные военные учения. ИАГ необходимо широко осветить их в западной прессе. Мир должен узнать, что СССР способен постоять за себя. Такова новая стратегия МИДа. Муратов и Корнеев оказываются в сложной ситуации, их дружба и доверие к друг другу под угрозой. Рута забирает себе единственный в МИДе экземпляр последнего номера NY-Global. Нестеров догадывается, почему она так поступила и какую тайну скрывает. Он приходит к американскому журналисту Филиппу Брэдли с неожиданным предложением — сделать в его газете репортаж из самого центра учений советской армии.                               |
| 4 (17)  | 16.02.2021 | Че Гевара заявляет, что, если США нападут на Кубу, им придётся испробовать советское ядерное оружие. Необходимо рассеять подозрения мировой общественности о том, что СССР готовится к ядерной войне. Рута ждёт от Нестерова решения. Он снова отправляется к Филиппу Брэдли и предлагает провести его на закрытую встречу Хрущёва с известным американским поэтом Робертом Фростом, который выступает за мир между США и СССР. Встреча должна состояться на даче Никиты Сергеевича в Гаграх. Вот только ни Фрост, ни Хрущёв не подозревают, что будут встречаться. У Нестерова есть время до утра, чтобы каким-то образом это организовать. |
| 5 (18)  | 17.02.2021 | МИД обязан доказать западной прессе правдивость недавнего заявления Хрущёва о том, что гражданские советские суда с мирными гражданами на борту страдают от американской агрессии. Они не представляют военной опасности, поэтому постоянные облёты ВВС США должны прекратиться. Через два дня состоится внеплановая пресс-конференция с иностранными журналистами. Задача Нестерова и ИАГ выступить на ней и продемонстрировать доказательства. Но не все детали они успели продумать. |
| 6 (19)  | 17.02.2021 | После покушения на Фиделя Кастро, приехавший в Москву Че Гевара начинает шантажировать руководство СССР и требует передать коды запуска ядерных ракет. В противном случае угрожает собрать пресс-конференцию и объявить американским журналистам, что на Кубе есть советское ядерное оружие. Такие заявления Че могут привести к нападению США, а СССР ещё не готов к ответному удару. Нестерову поручают важнейшую миссию — сделать его шантаж невозможным и не позволить собрать пресс-конференцию. Но неожиданно Нестерова арестовывают.                                                                                                  |
| 7 (20)  | 18.02.2021 | Угроза ядерной войны возрастает. США знают о ядерных ракетах СССР на Кубе, они готовят высадку. Но советская сторона не успеет привезти ракеты в боевую готовность. Необходимо выиграть время и создать отвлекающий манёвр. Его организацию поручают ИАГ. Голубу предстоит выступить на выставке американского фотографа вместо Нестерова. Корнеев решается на отчаянный шаг. |
| 8 (21)  | 18.02.2021 | Кеннеди объявил блокаду Турции и готовит нападение на Кубу. ЦРУ необходимо выяснить имя главного советского резидента в США. Все сотрудники МИДа вынуждены укрыться в бомбоубежище по сигналу воздушной тревоги. Нестерову приходится объединить усилия с врагами, чтобы предотвратить катастрофу. Права на ошибку у них нет. Один неверный шаг с любой стороны приведёт к началу ядерной войны. |

## Создание

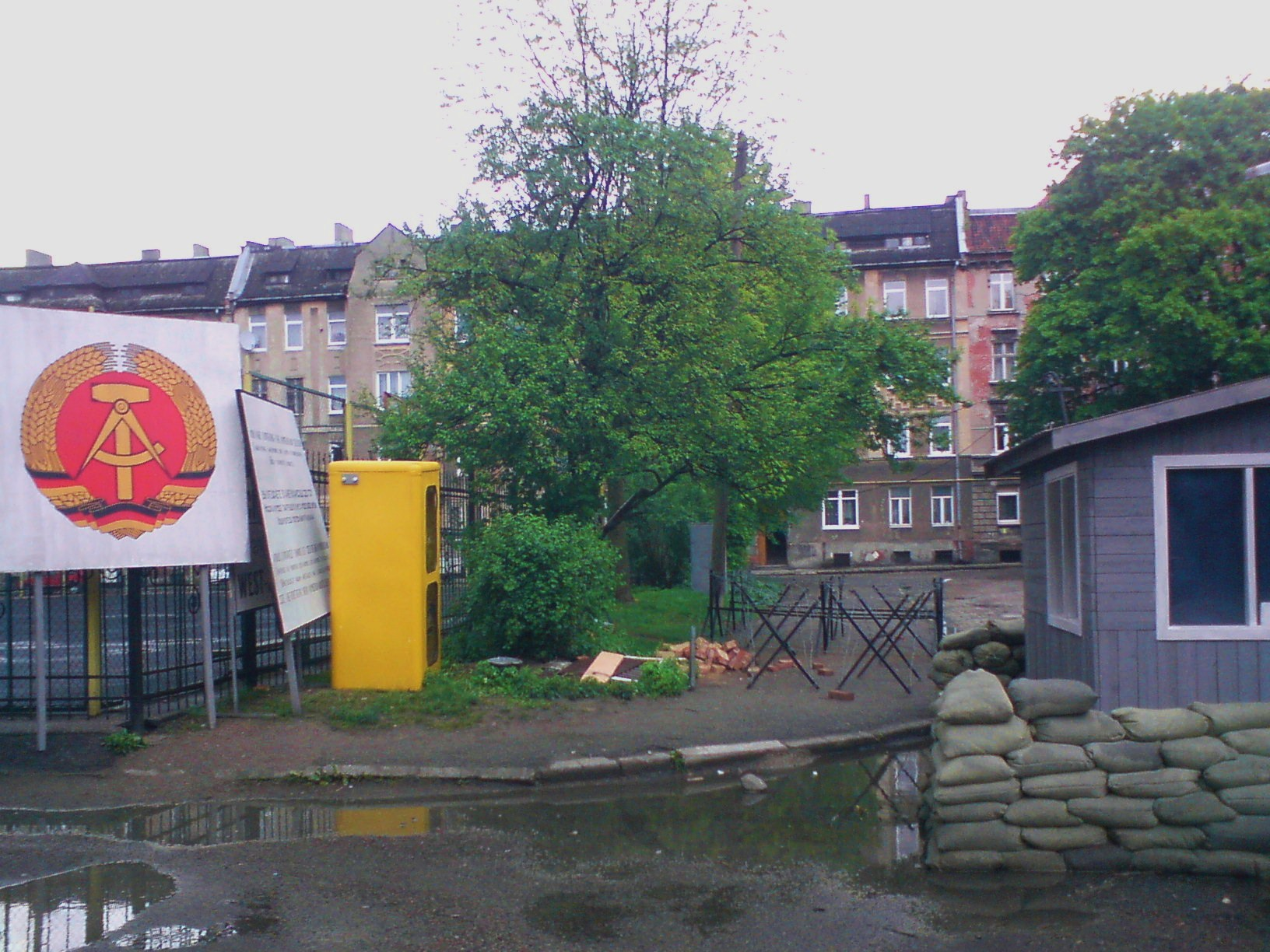
Часть декораций к съёмкам сериала в Черняховске (здесь снимались эпизоды на границе между Восточным и Западным Берлином).

Михаилу Идову для воплощения на телеэкране показалась интересной идея советского конструкторского отдела 60-х годов, новаторские результаты работы которого уходили в никуда. Для привлечения более широкой аудитории место действия было перенесено из отдела промышленного дизайна в мир большой политики. Согласно Идову, суть сериала в том, что «это холодная война с российской стороны, но это не значит, что русские в этом случае хорошие ребята, а американцы плохие. Это значит, что на сей раз мы даем русской стороне право прийти домой». Идов и Попогребский заявили, что поначалу сериал может показаться приукрашиванием советского прошлого, но это сознательный прием для создания зоны комфорта для зрителя, чтобы «дальше вести его за собой туда, куда, возможно, зритель не очень захочет пойти».
Съемки проходили в Москве, Черняховске, Минске, Париже, на побережье Балтийского моря (в Калининградской области).

## Музыкальное сопровождение
Это песни из вымышленного 1960 года, в котором в московских кафе играют «Мотаун» и сёрф; не более и не менее вымышленного, чем отдел МИД, в котором работают беглая американка и парижанин-возвращенец…
Автор идеи и сценария сериала Михаил Идов написал несколько песен, звучащих в кадре и за кадром. Сочиняя главную тему к титрам «Оптимистов», автор решал тройную задачу: «написать мелодию, которая а) могла бы звучать в Советском Союзе летом 1960 года; б) ложилась бы при этом на современные уши; в) была бы решительно не похожа на музыку Меладзе к сериалу „Оттепель“, лишних сравнений с которым хотелось избежать». Был выбран стиль сёрф-рок в стиле The Shadows или The Ventures. Автор назвал его «Советский сёрф», считая, что «лёгкий оксюморон в названии подходит главным героям сериала — молодым людям, которые существуют между Западом и СССР».
В сериале звучит единственная песня той эпохи — полузабытый шлягер «Звёзды в кондукторской сумке» (А. Петров — Л. Куклин), который в своё время исполняла рано ушедшая из жизни певица Лидия Клемент. Песня стала музыкальной темой Галины Волиной, героини Евгении Брик, которая сама исполняет песню в сцене дня рождения.
Всю инструментальную музыку к сериалу написала композитор Анна Друбич. В аранжировке и интерпретации Друбич звучит также композиция Идова «Рычаги давления», которая является темой для моментов решительного действия героя Вдовиченкова в ключевые моменты — в конце первой и последней серий.
Накануне телевизионной премьеры телесериала состоялась онлайн-премьера альбома «Оптимисты». По словам автора, «это не официальный саундтрек, несмотря на то что почти все эти песни или их мотивы звучат в кадре. Это скорее параллельный сериалу продукт, как фотоальбом или выставка реквизита». В записи альбома приняли участие Ёлка и Игорь Григорьев, актёры сериала Риналь Мухаметов, Евгения Брик, Маргарита Адаева и музыканты Даниил Шейк и Ярослав Тимофеев, сыгравшие участников трио «Прибой» в ресторане «Журавли».
17 апреля 2017 года в сети появился клип на первый сингл «Оптимистов» «А я тебя нет». Вокальную партию исполнила певица Ёлка. Клип снимался в музее современного искусства «Гараж» на знаковом фоне советской мозаики «Осень», реабилитированной Ремом Колхасом.

## Критика и отзывы
25 апреля 2017 года Министр иностранных дел России Сергей Лавров отметил, что хотя в жизни профессия дипломата «не столь экзотична и не столь сопряжена с повседневными приключениями, которые были показаны в первых двух сериях», он с пониманием относится к желанию создателей добавить в телесериал динамики. «Мне понятно, что желание авторов показать профессию дипломатов не может просто сводиться к тому, чтобы реально на экране сидел исполнитель главной роли вместе со своими партнёрами, либо все пишут какие-то бумаги, либо говорят на непонятном нормальному человеку языке. Было бы скучновато».
А. Н. Соболев, член Комитета Совета Федерации по науке, образованию и культуре, назвал сериал «Оптимисты» «пасквилем на отечественный дипкорпус». По мнению Соболева сериал «развенчивает роль и значение дипломатической службы нашей страны». В тяжёлое с точки зрения международной обстановки время 60-х годов дипломаты пьют водку, занимаются адюльтерами, непрерывно курят зарубежные сигареты, «молодёжь совершенно не отягощена моралью, а старшее поколение не блещет мудростью». Соболев сетует, что фильм нельзя запретить и призывает выяснить «кому это выгодно и на кого работает эта идеологическая машина?»
Кинокритику Евгению Ухову (кинопортал Film.Ru) для проекта такого уровня хотелось бы более тонко прописанного сценария. «Выдумки, которые преследуют каждую сцену сериала, не позволяют считать „Оптимистов“ историческим сериалом. Скорее это что-то из разряда фантазий об альтернативной реальности, какая была показана в „Обратной стороне Луны“ или советских фильмах, в которых правды не было ни на грош». Критик отмечает удачные актёрские образы, любопытные отсылки к историческим фактам, интересную работу оператора — тёплую «ламповую» картинку, которые создают что-то «волшебное» в «Оптимистах», что не позволяет бросить просмотр после двух-трёх серий.
Телекритик Ирина Петровская отмечает «объёмные» актёрские работы Владимира Вдовиченкова, Северии Янушаускайте, молодых актёров: Артёма Быстрова, Егора Корешкова, Риналя Мухаметова и серьёзную работу Алексея Попогребского, при всех её минусах, главный из которых, «сконструированные, совершенно невозможные ситуации». «Тем не менее, 60-е продолжают манить создателей наших фильмов и сериалов. Очень интересны аллюзии, которые возникают, и мостки, которые можно перекинуть из того времени к сегодняшнему».
Певица Ирина Богушевская увидела в сериале разговор «про советскую власть как токсичную систему тотального вранья, отравлявшую всех и каждого. И про советских людей, вынужденных жить всю жизнь в шизофренической раздвоенности: то „я в первую очередь — коммунист“, то „я — твой друг и нормальный человек“. Это идеальная пружина внутреннего конфликта, делающего каждого героя по-настоящему живым — и в „Оптимистах“ много настоящих актёрских удач». Богушевская сравнивает исполнительницу роли Руты Блаумане Северию Янушаускайте с Тильдой Суинтон. «Модель советской реальности, которую сконструировали авторы, фантасмагорична настолько, насколько фантасмагорична была сама эпоха — с её оптимизмом и заряженностью энергией, с неколебимой верой в светлое будущее, с убеждённостью во всесилии науки, с её устремлённостью в космос. С людьми, которые делали ради своей страны невозможные вещи, — пишет Богушевская. — И оказывается, что многоступенчатое, устремлённое ввысь здание эпохи 1960-х, увенчанное сияющей улыбкой Гагарина, как сталинская высотка — звёздочкой, было выстроено на очень мрачном фундаменте. Под этой нарядной и стильной конструкцией, Оттепелью, по-прежнему были тёмные подвалы — и провалиться в них мог каждый. Но авторам удаётся показать и нарядную открытку, и её изнанку».
«Литературная газета» (про второй сезон):
Ощущение, что сценарий писали специалисты из ФБК или аферисты, которые живут за рубежом, ненавидят Россию, но заработать могут, только спекулируя на её истории.

## Награды и номинации

### Первый сезон
- Российская индустриальная телевизионная премия «ТЭФИ 2017» в категории «Вечерний прайм»
  - номинация на премию в категории «Телевизионный фильм/сериал»
- премия «Золотой орёл 2018»
  - Лучший телевизионный сериал (более 10 серий)[15]
- Фестиваль телевизионного кино «Утро России 2018»
  - Гран-при в номинации «Лучший фильм»[16]